# Volkswagen Lamando
Volkswagen Lamando – samochód osobowy klasy kompaktowej produkowany przez niemiecki koncern motoryzacyjny Volkswagen AG od 2014 roku z przeznaczeniem na rynek chiński. Od 2022 roku jest produkowana druga generacja modelu.

## Pierwsza generacja

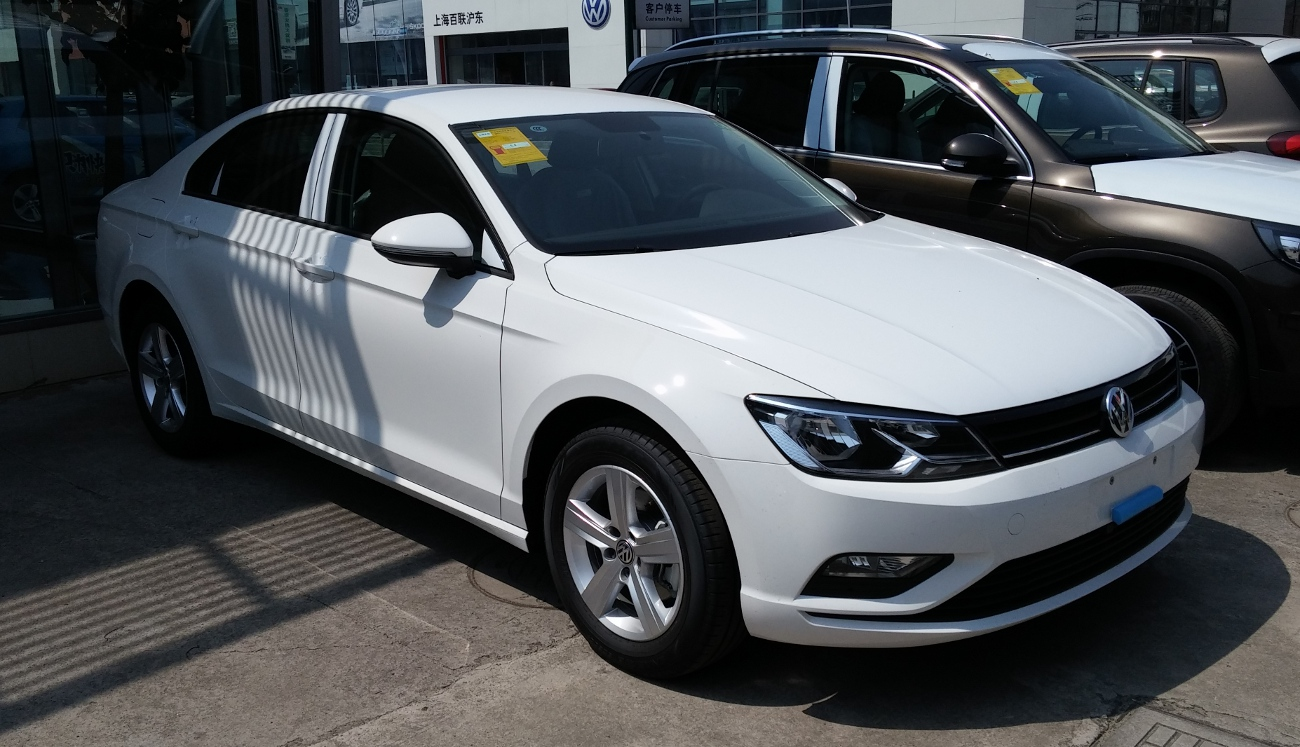
Volkswagen Lamando I

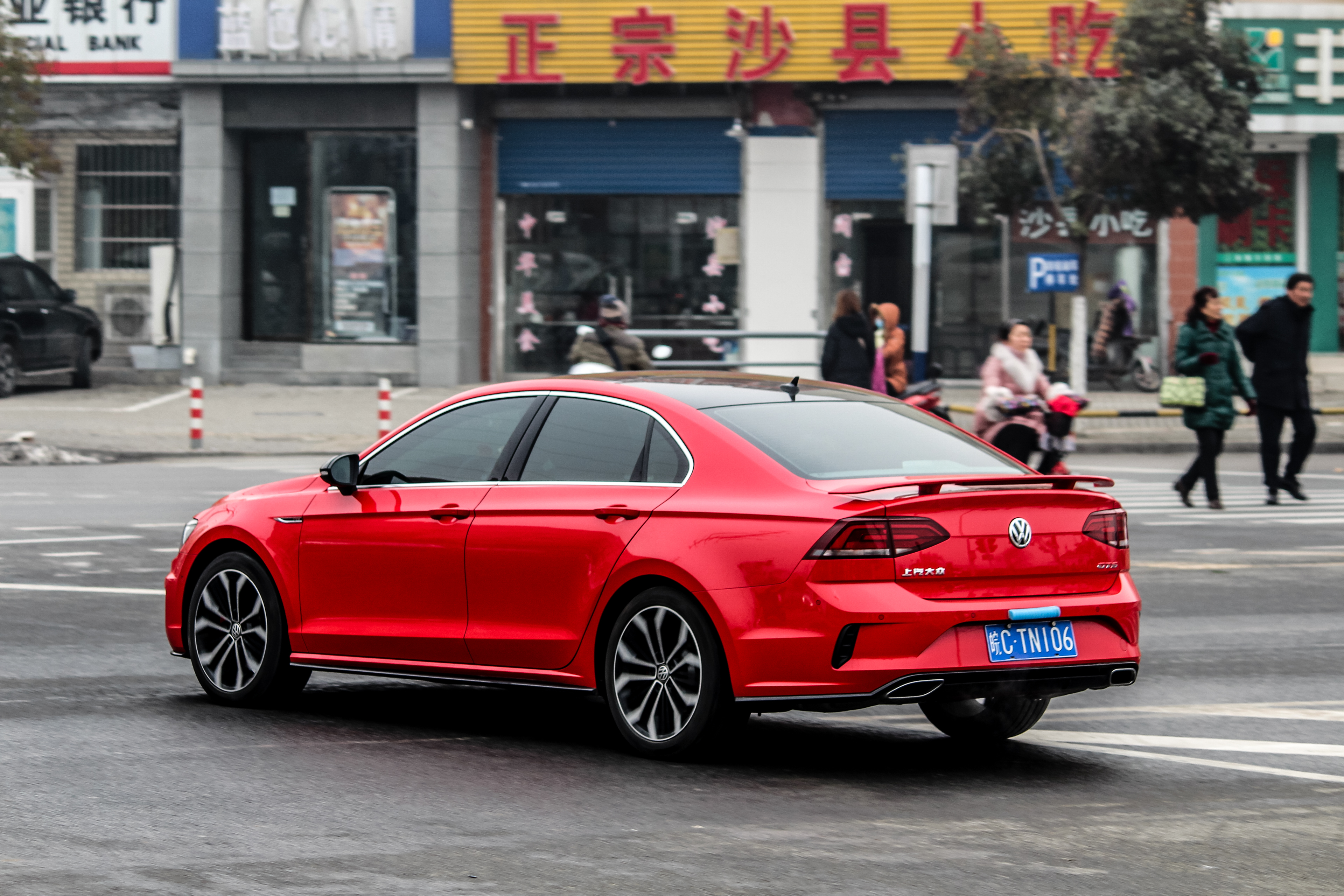
Volkswagen Lamando I GTS - tył

Samochód został po raz pierwszy oficjalnie zaprezentowany podczas targów motoryzacyjnych w Pekinie w 2014 roku jako koncept pod nazwą NMC. Wersja produkcyjna pojazdu zaprezentowana została rok później podczas Chengdu Motor Show. Auto zbudowane zostało na bazie modułowej płyty podłogowej MQB, która wykorzystana została do budowy m.in. Golfa VII oraz Jetty VI.
W 2016 roku do oferty wprowadzona została sportowa wersja GTS, która wyposażona została w 2 litrowy benzynowy silnik TSI o mocy 220 KM pochodzący z Golfa GTI.

### Silniki
| 1.4 TSI     | 1395 | R4 | 131 (96)/5000       | 225/1400-3500 | 206 | od listopada 2014 |
| 1.4 TSI     | 1395 | R4 | 150 (110)/5000      | 250/1750-3000 | 215 | od listopada 2014 |
| 1.8 TSI     | 1798 | R4 | 179 (132)/4300-6250 | 300/1450-4100 | 225 | od listopada 2014 |
| 2.0 TSI GTS | 1984 | R4 | 220 (162)/4500-6200 | 350/1500-4400 | 240 | od 2016           |

## Druga generacja

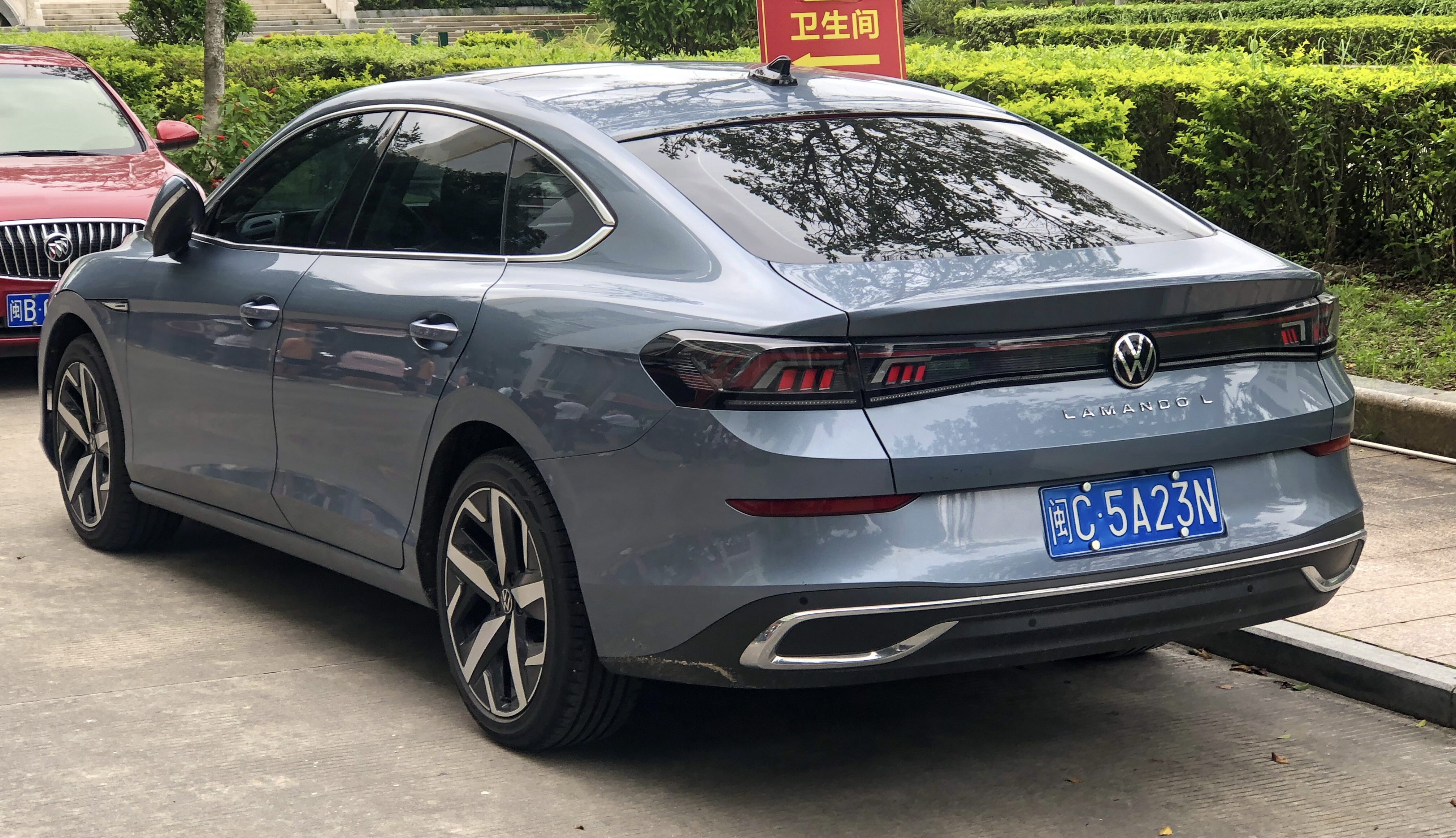
Volkswagen Lamando II - tył

Volkswagen Lamando II został zaprezentowany po raz pierwszy na początku 2022 roku. Druga generacja też jest zbudowana na płycie podłogowej MQB, tym razem nawiązuje do budowy Volkswagena Golfa VIII.